# Suore della carità di Leavenworth
Le suore della carità di Leavenworth (in inglese Sisters of Charity of Leavenworth) sono un istituto religioso femminile di diritto pontificio: i membri di questa congregazione pospongono al loro nome la sigla S.C.L.

## Storia
L'istituto deriva dalla congregazione della carità di Bardstown, sorta nel 1812 a opera del sulpiziano David. Nel 1840 un gruppo di suore guidata da Catherine Spalding aprì una filiale a Nashville e nel 1851 la comunità si rese autonoma dalla casa madre e passò alle dipendenze del vescovo locale.
La nuova superiora della congregazione, Xavier Ross, nel 1858 trasferì la casa madre a Leavenworth, in Kansas.
La congregazione ricevette il pontificio decreto di lode il 1º maggio 1915 e l'approvazione definitiva nel 1922.

## Attività e diffusione
Le suore della carità seguono regole basate su quelle di san Vincenzo de' Paoli: si dedicano all'istruzione e all'educazione cristiana della gioventù e all'assistenza a orfani, anziani e ammalati.
Oltre che negli Stati Uniti d'America, sono presenti in Perù; la sede generalizia è a Leavenworth.
Alla fine del 2008 la congregazione contava 304 suore in 52 case.